# Euproctis rubida
Euproctis rubida är en fjärilsart som beskrevs av George Thomas Bethune-Baker 1910. Euproctis rubida ingår i släktet Euproctis och familjen tofsspinnare. Inga underarter finns listade i Catalogue of Life.